# Лагерь для военнопленных Риитасенсуо
Лагерь для военнопленных Риитасенсуо (фин. Riitasensuon sotavankileiri), также известен как Дисциплинарный лагерь военнопленных № 24 (фин. Kurileiri n:o 24) — финский лагерь для военнопленных во время Советско-финской войны (1941—1944), располагавшийся в волости Керимяки. Действовал с 1942 по 1944 год. Максимальное количество узников составляло 510 человек.

## История
Дисциплинарный лагерь Риитасенсуо, также известный как Дисциплинарный лагерь военнопленных № 24, был создан 25 июня 1942 года «для наведения порядка в отношении дезертиров и других так называемых хулиганов» и находился в волости Керимяки, в 14 км к северу от города Савонлинна, в качестве подразделения (подлагеря) Распределительного лагеря № 2 в Наараярви.
Идея создания дисциплинарного лагеря возникла у инспекторов по делам военнопленных полковника М. Х. А. Споре и подполковника К. Бьёрклунда после того, как предложение о смертной казни для военнопленных совершивших побег Штабом внутренних войск было отклонено. До весны 1942 года военнопленных совершивших побег просто возвращали в лагерь, из которого они сбежали. Инспекторы пришли к выводу, что такой подход не был дисциплинарно успешным, и случаи побегов только участились. Они предложили либо расширить лагерь № 3, предназначенный для политических заключённых, либо создать совершенно новый штрафной лагерь для совершивших побег и других военнопленных «нуждающихся в суровом обращении». В лагере предполагалось применять «исключительно суровые дисциплинарные методы». По их мнению перевод беглецов в этот лагерь «мог бы напугать других заключенных, заставив их поверить, что вывезенных заключенных расстреляют. В любом случае, заключенные поняли бы, что в таких случаях шутки закончились». Информация о новом дисциплинарном лагере не скрывалась от военнопленных, наоборот, власти стремились распространять различные слухи о нём, чтобы вызвать у заключённых страх.
Лагерь был построен на краю большого (1000 га) болота Риитасенсуо, близ деревни Куоккала. Первые 100 военнопленных прибыли сюда осенью 1941 года, их разместили в домохозяйстве местного жителя Раатеахо, располагавшемся рядом с болотом. Однако по мере увеличения количества военнопленных стало необходимым построить лагерь. На краю болота Риитасенсуо, согласно приказу Штаба внутренних войск от 1 июля 1942 года, был организован специализированный лагерь № 24 (фин. SvLr n:o 24 Ri), для военнопленных считавшихся опасными или совершивших побег. Лагерь отличался от других более строгой охраной. Обращение с заключёнными, особенно в первое время существования лагеря, было жестоким, действия охранников, по воспоминаниям очевидцев, отличались произволом.
Официально лагерь был учреждён 10 июля 1942 года. К приему заключённых  он был готов в августе 1942 года, когда туда было приказано перевести всех беглых военнопленных, находившихся в других лагерях. В лагерь также направляли отказывающихся от работы, политически ненадежных (хотя для них был отдельный лагерь) и военнопленных прошедших подготовку в качестве десантников или другую подготовку связанную с разведкой или диверсиям. Женщин-военнопленных в дисциплинарный лагерь не переводили. Территория лагеря была окружена забором из колючей проволоки, дорога, ведущая в лагерь, была перегорожена шлагбаумом. В систему охраны входили также две смотровые вышки, на которых, как и у шлагбаума, постоянно находились охранники с собаками. Вместимость лагеря Риитасенсуо составляла 500 человек, но содержалось в нём, в основном, 300—400 военнопленных и 100—200 человек охраны. Подъём в лагере летом был в 5, зимой в 6 часов. На работу военнопленные выходили летом в 6:30, зимой в 7:30. Обед зимой и летом в 11 часов, окончание работы в 17 часов. Отбой летом в 22, зимой в 21 час.

План дисциплинарного лагеря Риитасенсуо

Основной трудовой повинностью военнопленных с октября 1941 года было осушение болота и добыча торфа для компании Riitasensuon Turve Oy, где работали 150—300 человек. Остальные выполняли дорожные и строительные работы, занимались заготовкой дров, а также починкой инструментов и одежды. Часть пленных отправляли на работы в местные сельские хозяйства, а также на известковый завод предприятия Ruskealan Marmori Oy. Добыча торфа продолжалась до 31 декабря 1942 года. 
Обращение с военнопленными в лагере можно было охарактеризовать как произвол. Отчасти это было связано с личностями отобранных для лагеря охранников, но главную роль играло разрешение произвола сверху. Было несколько случаев побегов, или, по крайней мере, заявленных как таковые, во время которых, согласно докладу начальника лагеря, беглецы оказывали такое сильное сопротивление, что «их приходилось расстреливать». Из исправительного лагеря бежало не менее 45 заключенных, из которых 26 погибли при задержании, почти все в первый год функционирования лагеря, с августа 1942 по август 1943 года. Данные о количестве погибших в лагере разнятся. По данным базы данных Национального архива Финляндии в лагере военнопленных № 24 погибло 60 заключенных. Больше всего погибших в октябре-ноябре 1942 года, всего 26 человек, из которых большинство (17) умерли от симптомов, вызванных недоеданием. Всего из зарегистрированных умерших в лагере 31 человек, то есть более половины, были застрелены. В финском справочнике по лагерям военнопленных указано другое количество — 53 погибших, 26 из которых были расстреляны. На сайте посольства Российской Федерации в Финляндии есть информация, что в лагере погибли 92 военнопленных, из которых не менее 20 были расстреляны.
Случаи стрельбы всегда передавались на рассмотрение начальнику лагеря, но ни в одном случае стрелявший не понес никакого наказания, то есть правомерность стрельбы по военнопленным им не ставилась под сомнение. Распространенность случаев стрельбы определяли граничащие с беззаконием инструкции по охране лагеря, такие как приказ стрелять непосредственно в бегущего заключенного, если местность не была открытой. Предупредительный выстрел производился только на открытой местности. Кроме того, при стрельбе в бегущего заключенного охранники должны были целиться в верхнюю часть тела, а, если заключённый касался колючей проволоки, окружавшей лагерь, охраннику по инструкции разрешалось стрелять в «самую уязвимую часть тела» без предупреждения. 
В лагерь № 24 не допускали наблюдателей Международного Красного Креста. В ноябре 1942 года инспектор по делам военнопленных М. Х. А. Споре предложил в качестве возможности дополнительного наказания создать в исправительном лагере земляную яму, но в Штабе внутренних войск ему отказали на основании того, что это противоречит Женевской конвенции об обращении с военнопленными. Тем не менее в начале следующего года было издано распоряжение начальника лагеря о строительстве земляной ямы. Другие формы произвола, такие как избиения заключенных, были распространены в лагере, особенно в его начальный период, и такое положение продолжалось до 1943 года. Проводивший допрос военнопленных офицер Штаба внутренних войск Савиалофф (Savialoff), сообщил М. Х. А. Споре, что грубое обращение с военнопленными продолжается в лагере в такой степени, что даже местные жители выражают неодобрение происходящим в лагере и заявляют о намерении подать жалобу правительству. Они слышат крики заключенных, подвергающихся наказанию и видят следы побоев. По словам Савиалоффа, избиения были систематическими, поскольку даже за незначительные проступки назначалось наказание в 25 ударов плетью.
После того как эта информация была передана в Управление по делам военнопленных, а также после дополнительных проверок, начальствующий состав и охрана лагеря военнопленных № 24 были полностью заменены, что привело к улучшению обращения с военнопленными. В первый год работы лагеря его начальником был капитан Кустаа Куяла. При нём пленных расстреливали и избивали. За неоправданную жестокость 2 августа 1943 года начальник Управления по делам военнопленных Организационного отдела Генерального штаба полковник Суло Мальм отстранил капитана Куяла от должности начальника лагеря. Общее же улучшение обращения с заключенными дисциплинарного лагеря и улучшение условий содержания военнопленных в других лагерях началось в 1943 году, одновременно с успехами Красной армии. 
В ноябре 1943 года при лагере Риитасенсуо был создан отдел II в городе Вааса. С 24 января до 10 февраля 1943 года основной контингент лагеря был передислоцирован в Ваасу на строительство аэродрома, но часть военнопленных была оставлена для работ на болоте Риитасенсуо. Помимо второго отделения лагеря в Ваасе, в 10 километрах к юго-востоку от него в деревне Хельсингбю, был создан вспомогательный лагерь, который впоследствии также был преобразован в дисциплинарный. Лагерь для военнопленных на болоте Риитасенсуо был ликвидирован решением Штаба внутренних войск от 25 ноября 1944 года, содержавшиеся в нём пленные были возвращены в Советский Союз. 
В 1952 году на кладбище в Риитасенсуо были перенесены останки советских солдат из Энонкоски, Савонранта, Сяяминки и Савонлинны. По данным губернских властей других перемещений после 1970 года не производилось и всего на этом кладбище захоронены 98 советских военнослужащих. Однако, с учетом сведений Национального архива Финляндии, на его территории могут покоится 111 человек, имена двоих не установлены.
| Внешние изображения | Внешние изображения                   |
| ------------------- | ------------------------------------- |
|                     | Братская могила у болота Рииттасенсуо |

## Командование лагеря
Начальники лагеря:
- Капитан Кустаа Куяла (05.09.1942—02.08.1943)
- Капитан А. Нурми (02.08.1943—21.07.1944)
- Майор Х. Юллин-Корпи (21.07.1944—25.11.1944)

Заместители начальника лагеря:
- Лейтенант Б. Сёдерхольм (28.02.1944—21.07.1944)
- Капитан А. Нурми (21.07.1944—25.11.1944)

Адъютанты:
- Лейтенант П. Ю. Коскинен (05.09.1942—13.10.1942)
- Лейтенант О. Кекаляйнен (14.08.1943—25.11.1944)[18]

## Численность военнопленных
- 14.11.1942 — 431 чел.
- 30.11.1942 — 427 чел.
- 31.12.1942 — 450 чел.
- 27.09.1944 — 510 чел.[12]